# تشان (بهبهان)
تشان هي مدينة في مقاطعة بهبهان، إيران. عدد سكان هذه المدينة هو 4,281 في سنة 2016.